# Витх, Боргер
Боргер Витх (норв. Borger With; 6 ноября 1872, Крагерё, Телемарк — 7 ноября 1930 или 8 ноября 1930) — норвежский юрист, банкир, политический и государственный деятель. Мэр Осло (1923—1928).

## Биография
Витх родился в Крагерё в семье торговца Йоахима Андреаса Витха и Элизы Сёренсен.
В 1896 году Витх получил степень кандидата юридических наук. 
В 1906 году он был назначен директором Kristiania Folkebank. 
В 1899 году он женился на Катрин Фрёлих. Их дочь Ингрид вышла замуж за Ханса Якоба Устведта.
С 1923 по 1928 год занимал должность мэра Кристиании (ныне Осло). С 1928 года он возглавлял Норвежскую ассоциацию банкиров. Был членом правления газеты Morgenposten, а также страховых компаний Storebrand, Idun и Norske Atlas. Он был председателем правления китобойной компании Tønsberg Hvalfangeri и компании Oslo Sporveier.
На норвежских парламентских выборах 1930 года Витх был выдвинут в качестве кандидата 5-го тура в Осло от Консервативной партии. В результате выборов он стал бы первым депутатом стортинга, если бы не умер незадолго до выборов.
Витх был награждён орденом Святого Олафа, орденом Вазы и орденом Белой розы Финляндии.